# بتشه سور (سقز)
قرية بتشه سور (بالكردية: پەچەسوور) هي إحدى القرى التابعة لـكولتبه في ريف قسم زيويه من مقاطعة سقز، في محافظة كردستان الإيرانية.

## السكان
حسب إحصاءات سنة 2006، بلغ إجمالي السكان في بتشه سور 36 نسمة وعدد المساكن 7 مسكن. لغة سكان بتشه سور هي اللغة الكردية و هم من أهل السنة والجماعة والمذهب الشافعي.